# Fire Chomp
Fire Chomp is een personage uit de Mario-reeks.

## Karakteromschrijving
Fire Chomp, Flame Chomp of Vuur-Chomp is een soort vijand uit de Super Mario-videogames. Het is een vliegende zwarte bal met een boos gezicht en een staart van vier vuurballen. Fire Chomps vallen de speler aan door rond te vliegen, in de lucht te stoppen, en een van de vuurballen op van hun staart af te vuren richting de speler. Als een Fire Chomp al zijn vuurballen kwijtraakt, zweeft hij nog even richting de speler voordat hij ontploft. Fire Chomps zijn te verslaan door op hun hoofd te springen, maar als Mario op een vuurbal springt, loopt hij zelf schade op. Fire Chomps debuutspel was Super Mario Bros. 3. De Fire Chomp keert terug in New Super Mario Bros. en opnieuw in latere spellen in de New Super Mario Bros. serie.